# منظف الغليون

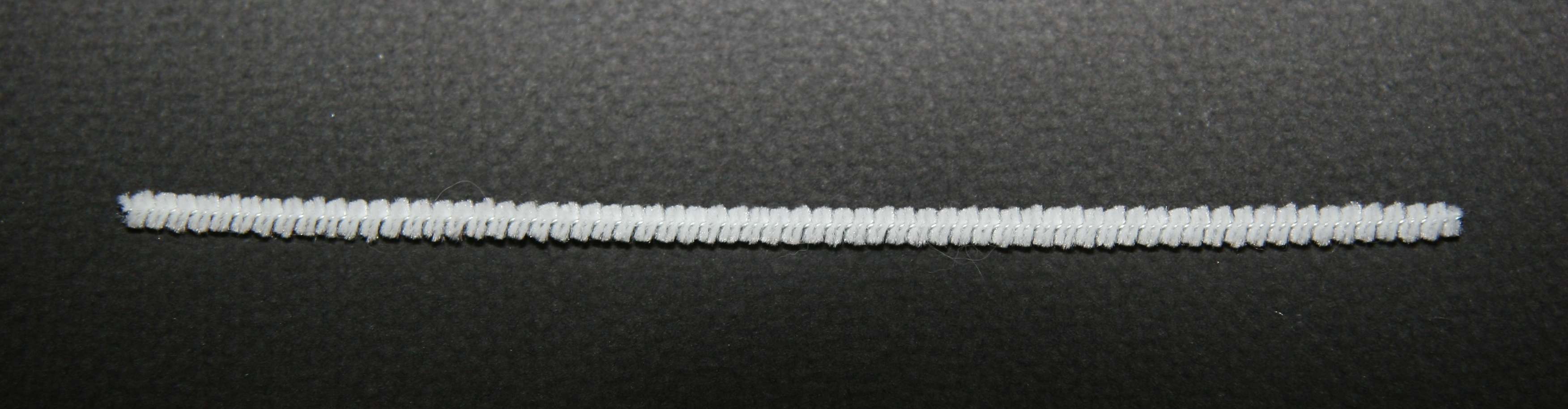
منظف غليون أبيض عادي

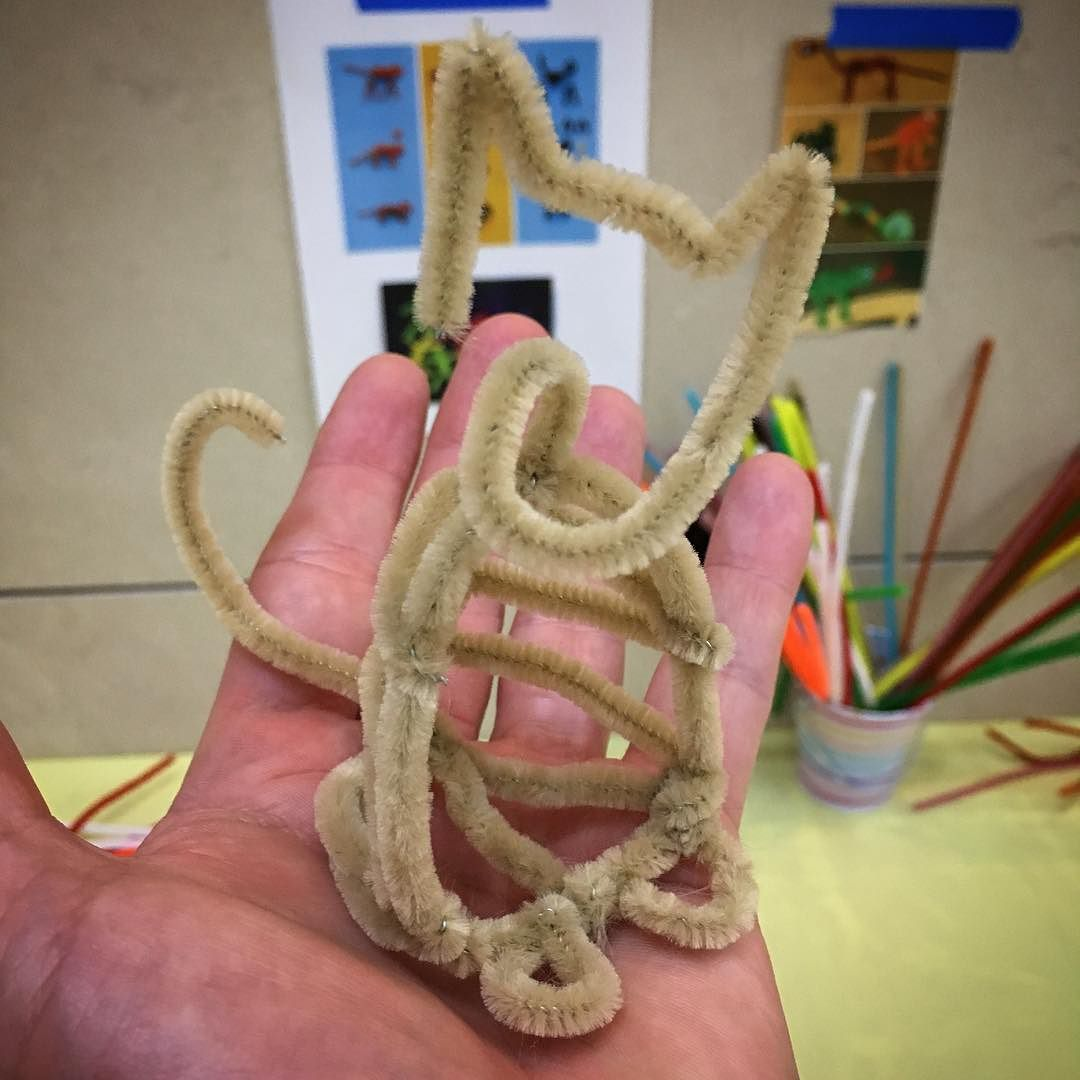
مجسم لقط مصنوع من منظفات الغليون

منظف الغليون Pipe cleaner منظف الأنابيب أو سيقان الشنيل هو نوع من الفرشاة كانت مُصممة في الأصل لإزالة الرطوبة والبقايا من أنابيب التدخين. يمكن استخدامها أيضًا في أي تطبيق يتطلب تنظيف الثقوب الصغيرة أو الأماكن الضيقة. تُصنع منظفات الأنابيب الخاصة خصيصًا لتنظيف الأجهزة الطبية والتطبيقات الهندسية. بخلاف الغرض الأصلي المقصود منها في الأصل، يتم استخدامها عادة في الأعمال اليدوية، وهي أيضًا شائعة للتخلص من قطرات السوائل عند عنق الزجاجات، وربط الأشياء معًا، وكوسيلة لتثبيت الأشياء، وتمييزها بالألوان، وكفرشاة بديلة لتطبيق الدهانات والزيوت والمذيبات والشحوم والمواد المشابهة.

## الوصف
عادةً ما تستخدم منظفات الأنابيب التدخينية مادة امتصاصية، مثل القطن أو في بعض الأحيان الفسكوز. يتم إضافة أحيانًا ألياف صلبة مصنوعة من مادة النايلون الأحادية أو البولي بروبيلين لتحسين عملية التنظيف. يُستخدم البوليستر الناعم ذو الألياف الدقيقة في بعض منظفات الأنابيب التقنية لأن البوليستر يزيل السائل بعيدًا بدلاً من امتصاصه كما يفعل القطن. تُصنع بعض منظفات الأنابيب التدخينية بشكل مخروطي أو مدبب حيث يكون أحد الأطراف سميكًا والآخر رفيعًا. يُستخدم الطرف الرفيع لتنظيف الثقب الصغير في ساق الأنبوب، ويستخدم الطرف السميك لتنظيف الكوب أو الجزء الأوسع من الساق. عند استخدامها لأغراض التنظيف، يتم التخلص عادةً من منظفات الأنابيب بعد استخدام واحد أو اثنين.

## تاريخه
تم اختراع منظفات الأنابيب من قبل جون هاري ستيدمان وتشارلز أنجل في روتشستر، نيويورك في بداية القرن العشرين، ثم تم بيعها لشركة بي.جي. لونغ لاحقًا، مع احتمالية اختراع مماثل من قبل يوهان بيتر يوهانسون في عام 1923.

## الحرف اليدوية
تُستخدم منظفات الأنابيب بشكل شائع في مشاريع الفنون والحرف اليدوية. تُصنع منظفات الأنابيب الخاصة بالحِرف عادةً من البوليستر أو النايلون وغالبًا ما تكون أطول وأكثر سمكًا من النوع الذي يُستخدم للتنظيف، ومتوفرة بعدة ألوان مختلفة. لا تكون منظفات الأنابيب الخاصة بالحِرف ذات فائدة كبيرة لأغراض التنظيف، لأن البوليستر لا يمتص السوائل، وقد لا تتناسب الإصدارات الأكثر سمكًا حتى مع عود الأنبوب العادي أو مع المناطق الصعبة الوصول في التطبيقات التي تتطلب تنظيف فتحات صغيرة أو أماكن ضيقة.
في اليابان، تُعرف الحرف باستخدام منظفات الأنابيب باسم الفن المغولي. اشتق اسمها من الكلمة البرتغالية "موغال" والتي تعني نمطًا من التنسيج. تمت إقامة ورش عمل في المراكز التجارية والمدارس في اليابان بقيادة أتوشي كيتاناكا في محاولة لدعم صناعة منظف الأنابيب. إيكويو فوجيتا (فوجيتا إيكويو) هي فنانة يابانية تعمل أساسًا في في الرسم على اللباد بالإبرة وفن المغول (منظف الأنابيب). تُستخدم منظفات الأنابيب كتقنية فنية حيث يتم صنع الحيوانات عن طريق لف أسلاك الأنابيب معًا. يمكن أيضًا استخدامها لإنشاء شوارب لقناع حيوان أو أنف.
غالبًا ما تُستخدم منظفات الأنابيب الحرفية في إعدادات الفصول الدراسية لعدة أسباب بما في ذلك إنشاء نماذج بسيطة، إنشاء نماذج معقدة، أو كوسائل تعليمية لمواضيع متنوعة.

## التصنيع
يتكون منظف الأنابيب من سلكين طويلين يُسميان النواة، يلتفان معًا لاحتجاز أطوال قصيرة من الألياف بينهما، تُسمى الكومة. عادةً ما تُصنع منظفات الأنابيب زوجين في وقت واحد، حيث يتم لف الخيوط حول الأسلاك الداخلية لكل منظف أنابيب لتكوين لفة، بينما تحتجز الأسلاك الخارجية لفات الخيوط التي يتم بعد ذلك قصها لتكوين الشعيرات. يتم صنع خيوط الشينيل بنفس الطريقة تقريبًا، وهذا هو السبب في أنه يُشار إلى منظفات الأنابيب الحرفية في بعض الأحيان بـ "سيقان الشينيل". كلمة "شينيل" تأتي من اللغة الفرنسية وتعني اليرقة. بعض ماكينات تنظيف الأنابيب في الواقع ماكينات شينيل المحولة. بعض الماكينات تنتج منظفات أنابيب طويلة جدًا تُلف على بكرات. يمكن بيع البكرات كما هي أو قطعها إلى أطوال معينة حسب الاستخدام المقصود. بينما تقوم الماكينات الأخرى بقص منظفات الأنابيب إلى الأطوال المناسبة عند خروجها من الماكينات. يبلغ طول منظفات غليون الخاصة بالتدخين عادةً 15-17 سم (6-7 بوصات). أما تلك الخاصة بالحرف اليدوية فتكون غالبًا بطول 30 سم (12 بوصة) ويمكن أن تصل إلى 50 سم (20 بوصة). القطر يأتي بأحجام 4 مم، 6 مم، و 15 مم. يبلغ قطر منظفات الأنابيب الجامبو 30 مم مع أطوال تصل إلى 45 سم (18 بوصة) و2 أمتار (6.5 أقدام).